# Clube São João
O Clube São João é um clube brasileiro de futebol da cidade de Jundiaí, fundado em 14 de Abril de 1913 sob o nome de São João Futebol Clube. Disputou três edições do campeonato paulista da série A2: em 1948, 1949 e 1950.
Posteriormente, mudou de nome para Clube São João e se afastou de competições profissionais. Atualmente, é um clube social, recreativo e poliesportivo, com invejável patrimônio, e que tem destaque em competições de futsal e karatê.

## Participações em estaduais
- Segunda Divisão (atual A2) = 3 (três)

- 1948 - 1949 - 1950

## Jogadores notáveis
- Romeu Pellicciari
- Thiago Negri (futsal)